# روبرتو فيغيروا
روبرتو فيغيروا (بالإسبانية: Roberto Figueroa)‏ (20 مارس 1906 بمونتفيدو في الأوروغواي - 24 يناير 1989 بمونتفيدو في الأوروغواي) هو لاعب كرة قدم أوروغواني في مركز الهجوم، شارك في الألعاب الأولمبية الصيفية 1928. وشارك مع منتخب الأوروغواي لكرة القدم. أما مع النوادي، فقد لعب مع مونتيفيديو واندررز وناسيونال مونتيفيديو.

## وصلات خارجية
- روبرتو فيغيروا على موقع الاتحاد الدولي (مؤرشف)  (الإنجليزية)
- روبرتو فيغيروا على موقع قاعدة بيانات كرة القدم.إي يو (الإنجليزية)
- روبرتو فيغيروا على موقع ناشيونال فوتبول تيمز (الإنجليزية)
- روبرتو فيغيروا على موقع أوليمبيديا (الإنجليزية)